# Sparkasse Bühl
Die Sparkasse Bühl ist eine öffentlich-rechtliche Sparkasse mit Sitz in Bühl in Baden-Württemberg. Ihr Geschäftsgebiet bilden die Stadt Bühl und einige umliegende Gemeinden des ehemaligen Landkreises Bühl.

## Organisationsstruktur
Die Sparkasse Bühl ist eine Anstalt des öffentlichen Rechts. Rechtsgrundlagen sind das Sparkassengesetz für Baden-Württemberg und die Satzung der Sparkasse. Organe der Sparkasse sind der Vorstand, der Verwaltungsrat und der Kreditausschuss. 

## Geschäftszahlen
Die Sparkasse Bühl betreibt als Sparkasse das Universalbankgeschäft. Die Sparkasse Bühl wies im Geschäftsjahr 2023 eine Bilanzsumme von 1,177 Mrd. Euro aus und verfügte über Kundeneinlagen von 866,22 Mio. Euro. Gemäß der Sparkassenrangliste 2023 liegt sie nach Bilanzsumme auf Rang 304. Sie unterhält 11 Filialen/Selbstbedienungsstandorte und beschäftigt 177 Mitarbeiter.

## Sparkassen-Finanzgruppe
Die Sparkasse Bühl ist Teil der Sparkassen-Finanzgruppe. Die Sparkasse vermittelt daher z. B. Bausparverträge der LBS, Investmentfonds der Deka und Versicherungen. Die Funktion der Sparkassenzentralbank nimmt die LBBW wahr.